# Obraszowoje
Obraszowoje (russisch Образцовое) ist ein Dorf (selo) in Südrussland. Es gehört zur Republik Adygeja und hat 362 Einwohner (Stand 2019). Im Ort gibt es 3 Straßen.

## Geographie
Das Dorf im Norden des Giaginski rajon, 6 km südöstlich des Dorfes Sergijewskoje, 4 km südlich des Dorfes Nowy, 8 km östlich des Dorfes Giaginskaja und 38 km nordöstlich der Stadt Maikop. Progress, Giaginskaja, Ajrjum, Krasny Chleborob und Dondukowskaja sind die nächsten Siedlungen.